# ماميثا كابادوكية
المامِيثَا الكابادوكية نوع نباتي يتبع جنس الماميثا من الفصيلة الخشخاشية. كغيره من أنواع هذا الجنس، هذا النبات سام.

## البيئة والانتشار
موطنه المناطق الجبلية في إيران وتركيا.